# Мала Ведмедиця (карликова галактика)
Карликова галактика Мала Ведмедиця (англ. Ursa Minor Dwarf) — карликова сфероїдальна галактика, супутник Чумацького Шляху. Галактика розташована у напрямку сузір'я Малої Ведмедиці. Центр галактики перебуває за 200—225 тис. св. років від Землі. Відкрита у 1955 році А. Вілсоном у Ловеллівській обсерваторії. У галактиці не спостерігається зореутворення і вона складається зі старих зір.